# Artem Khadjibekov
Artem Khadjibekov, né le 20 avril 1970 à Obninsk, est un tireur sportif russe.

## Carrière
Artem Khadjibekov participe aux Jeux olympiques d'été de 1996 à Atlanta où il remporte le titre olympique dans l'épreuve de la carabine 10 mètres. Lors des Jeux olympiques de 2000 à Sydney, il remporte la médaille d'argent.